# Бхандаркар, Рамакришна Гопал
Рамакри́шна Гопа́л Бхандарка́р (маратхи रामकृष्ण गोपाळ भांडारकर; 6 июля 1837, Малван — 24 августа 1925) — индийский востоковед и общественный деятель, член-корреспондент Петербургской академии наук.

## Биография
Рамакришна Гопал Бхандаркар родился в городе Малван. Окончил Элфинстонский колледж в Бомбее, затем Бомбейский университет. В 1863 году получил степень магистра, а в 1885 году — степень доктора философии в Гёттингенском университете. Преподавал в Элфинстонском колледже. Принимал участие в двух международных конференциях по востоковедению, проходивших в Лондоне в 1874 году и Вене в 1886.
9 декабря 1888 года был избран членом-корреспондентом Петербургской академии наук по разряду восточной словесности. В 1891 году Бхандаркар был награждён орденом Индийской империи в степени компаньона. В 1894 году вышел в отставку, незадолго перед этим он был назначен вице-президентом Мумбайского университета.
Сын — известный археолог и специалист по древней индийской эпиграфике Девдутт Рамакришна Бхандаркар (1875—1950).

## Общественная деятельность
В 1853 году Бхандаркар вступил в организацию «Парамханса Сабха» — предшественницу движения Прартхана Самадж, которому в 1872 году удалось добиться отмены кастовой системы.
Именем Бхандаркара был назван Институт востоковедения в Пуне.